# Charlie Chan in London
Pour plus de détails, voir Fiche technique et Distribution.
Charlie Chan in London est un film américain réalisé par Eugene Forde, sorti en 1934.
C'est le sixième film produit par la Fox avec Warner Oland dans le rôle du détective, et le second qui n'est pas perdu, après The Black Camel (1931).

## Synopsis
Un jeune homme anglais est reconnu coupable d'assassinat et est condamné à la pendaison. Sa sœur et le fiancé de celle-ci, qui sont convaincus de son innocence, demandent au détective Charlie Chan d'enquêter sur le crime pour trouver le véritable assassin. Afin de résoudre le mystère, il doit visiter un manoir somptueux en Angleterre, où les suspects vont de la femme de ménage à un avocat. Le meurtrier parvient à éviter d'être découvert, mais Charlie Chan imagine un piège destiné à révéler son identité.

## Fiche technique
- Réalisation : Eugene Forde
- Scénario : Philip MacDonald, d'après l'œuvre d'Earl Derr Biggers
- Photographie :  L. William O'Connell
- Société de production : Fox Film Corporation
- Pays d'origine :  États-Unis
- Langue : anglais
- Format : Noir et blanc - 1.37:1 - Mono - 35 mm
- Genre : Film policier
- Durée : 79 minutes
- Date de sortie : 12 septembre 1934

## Distribution
- Warner Oland : Charlie Chan
- Drue Leyton : Pamela Gray
- Ray Milland : Neil Howard
- Mona Barrie : lady Mary Bristol
- Douglas Walton : Paul Gray
- Alan Mowbray : Paul Frank / Geoffrey Richmond
- George Barraud : Major Jardine
- Paul England : Bunny Fothergill
- Madge Bellamy : Becky Fothergill
- Walter Johnson : Jerry Garton
- Murray Kinnell : Capitaine Seton
- E.E. Clive : le sergent Thacker, détective
- Elsa Buchanan : Alice Perkins
- Reginald Sheffield : commandant d'escadrille de la RAF
- Perry Ivins : Kemp, adjoint du ministre de l'Intérieur
- John Rogers : Lake
- Helena Grant : Miss Judson, secrétaire de Kemp
- C. Montague Shaw : le docteur
- Phyllis Coghlan : l'infirmière
- David Torrence : Sir Lionel Bashford, ministre de l'Intérieur
- Claude King :  commandant de l'aérodrome de la RAF

## Crédit d'auteurs
- (en) Cet article est partiellement ou en totalité issu de l’article de Wikipédia en anglais intitulé « Charlie Chan in London » (voir la liste des auteurs) version du 20 avril 2013.